# Bahnhof Berlin-Rummelsburg (Betriebsbahnhof)

Der Bahnhof Berlin-Rummelsburg ist ein ehemaliger Rangierbahnhof und jetziger Betriebsbahnhof im Berliner Ortsteil Rummelsburg des Bezirks Lichtenberg. Er dient vor allem dem Fernverkehr zum Abstellen und zur Wartung von Reisezuggarnituren. Insbesondere werden die in Berlin endenden Intercity-Express-Züge dort gewartet. Bahnamtlich heißt der Bahnhof Berlin-Rummelsburg, er hat jedoch nichts mit dem weiter westlich gelegenen S-Bahnhof Berlin-Rummelsburg zu tun. Dagegen wird das Gebiet über den S-Bahnhof Betriebsbahnhof Berlin-Rummelsburg (betrieblich als Haltepunkt angelegt) vom öffentlichen Personenverkehr erschlossen.

## Lage

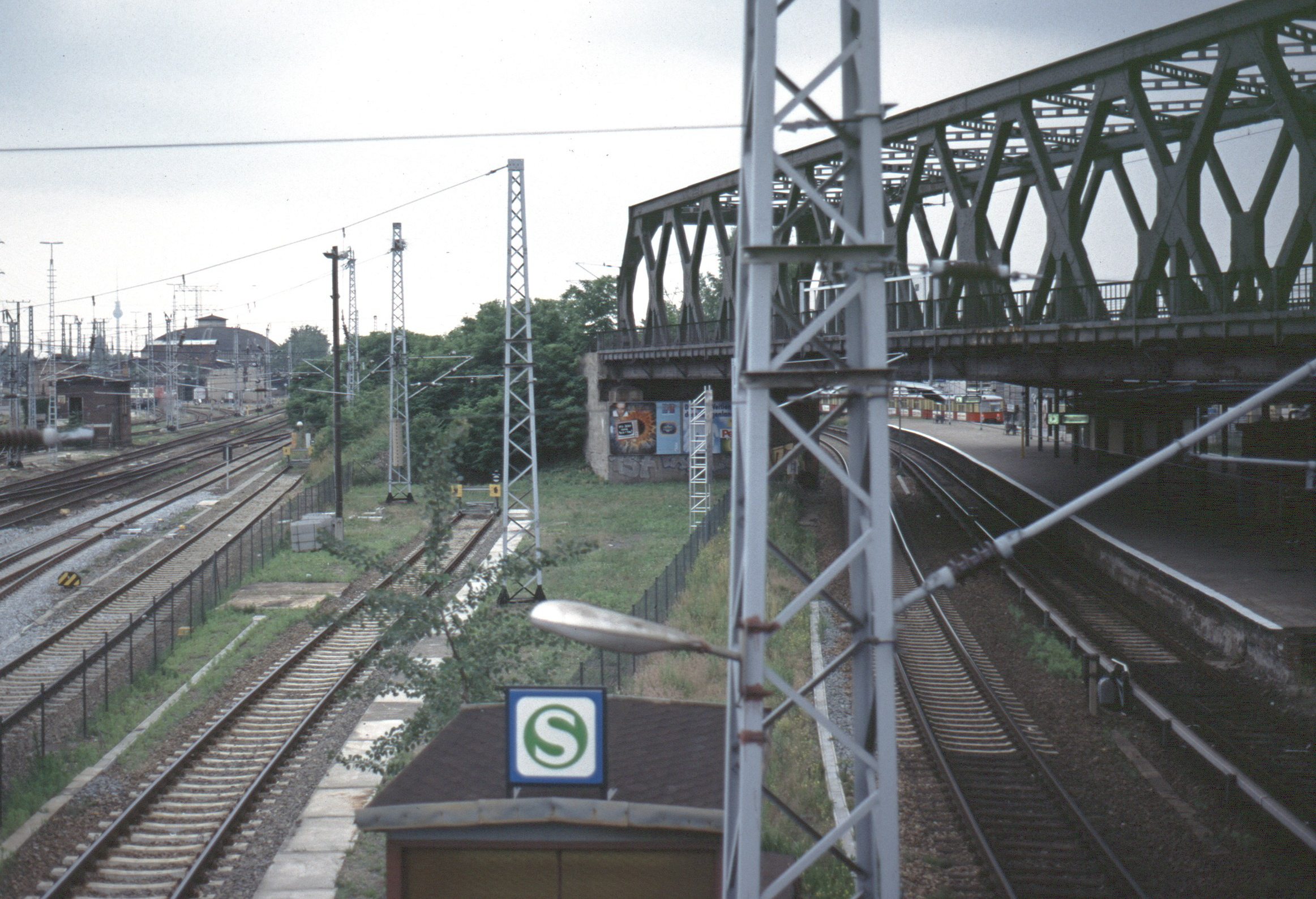
Anlagen des Betriebsbahnhofs (links) und S-Bahnhof mit kreuzender Bahnbrücke der VnK-Strecke(1998)

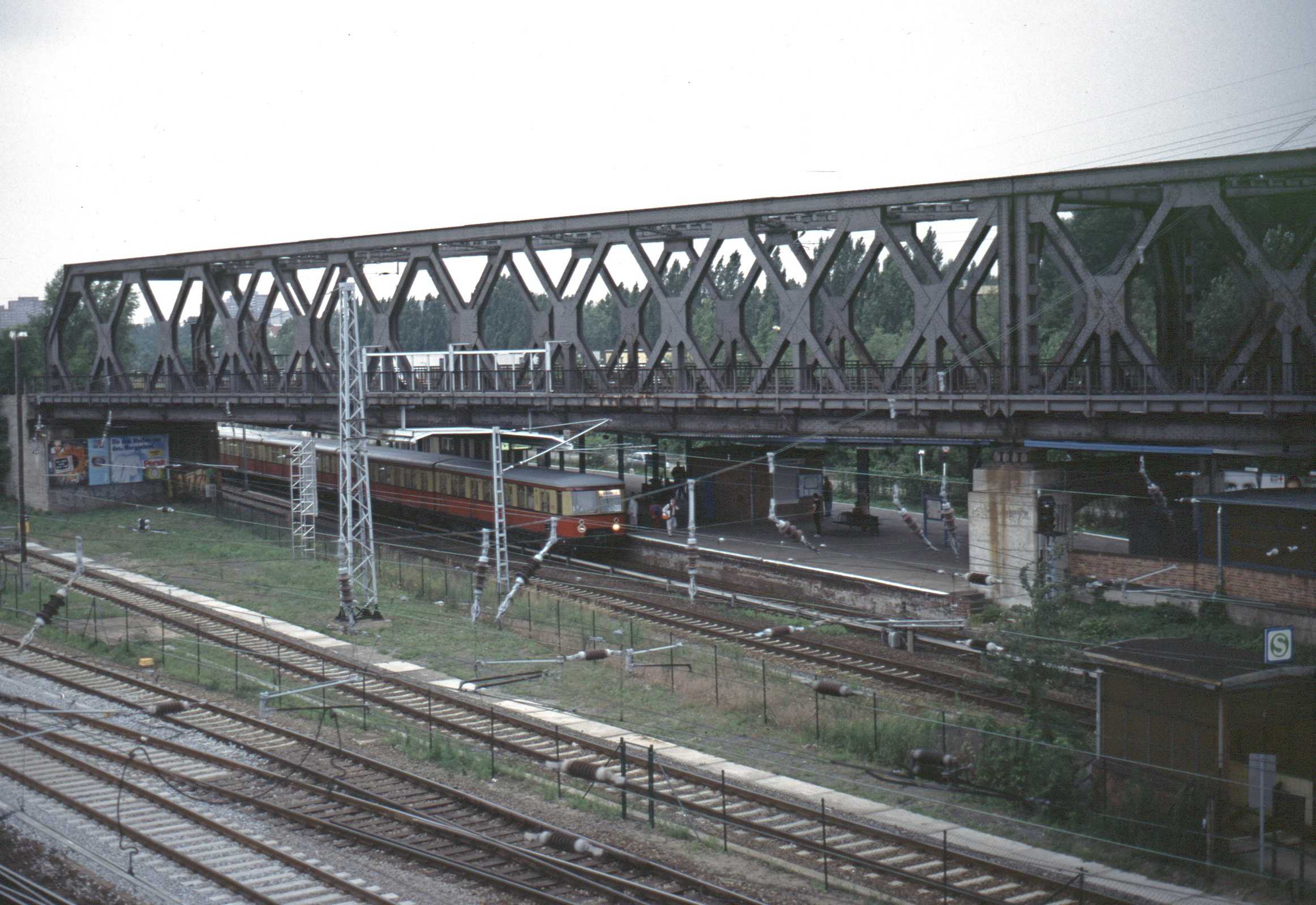
Blick von Süden auf den S-Bahnhof (1998)

Der Bahnhof befindet sich an der Niederschlesisch-Märkischen Bahn zwischen den S-Bahnhöfen Rummelsburg und Karlshorst. Das nördliche Gleispaar dient dem S-Bahn-Verkehr, die übrigen Gleisanlagen dienen dem Regional- und Fernverkehr und sind an den Betriebsbahnhof angeschlossen. Im westlichen Bahnhofsteil zweigt die Verbindung nach Kaulsdorf (VnK) in Richtung Nordosten ab und überquert den S-Bahnhof auf einer langen eisernen Fachwerkbrücke. Ebenfalls fädelt in diesem Bereich eine Verbindungsbahn zur Ringbahn aus. In Richtung Südosten gab es bis Mitte der 1990er Jahre eine elektrifizierte Anschlussstrecke für den Güterverkehr, die Bullenbahn, die das Industriegebiet in Oberschöneweide erschloss.
Der S-Bahnhof Betriebsbahnhof Rummelsburg verfügt über einen Treppenausgang auf seiner Ostseite, er führt in Unterführung der Gleise zum Hönower Weg in der einen sowie zum Betriebsbahnhof in der anderen Richtung. Dieser Ausgang ist nur DB-Mitarbeitern vorbehalten. Als barrierefreier Ausgang dient seit Juni 2007 ein sogenannter Schmid Peoplemover, der aus Platzgründen anstelle eines herkömmlichen Fahrstuhls eingerichtet wurde, allerdings die meiste Zeit außer Betrieb ist.

## Geschichte

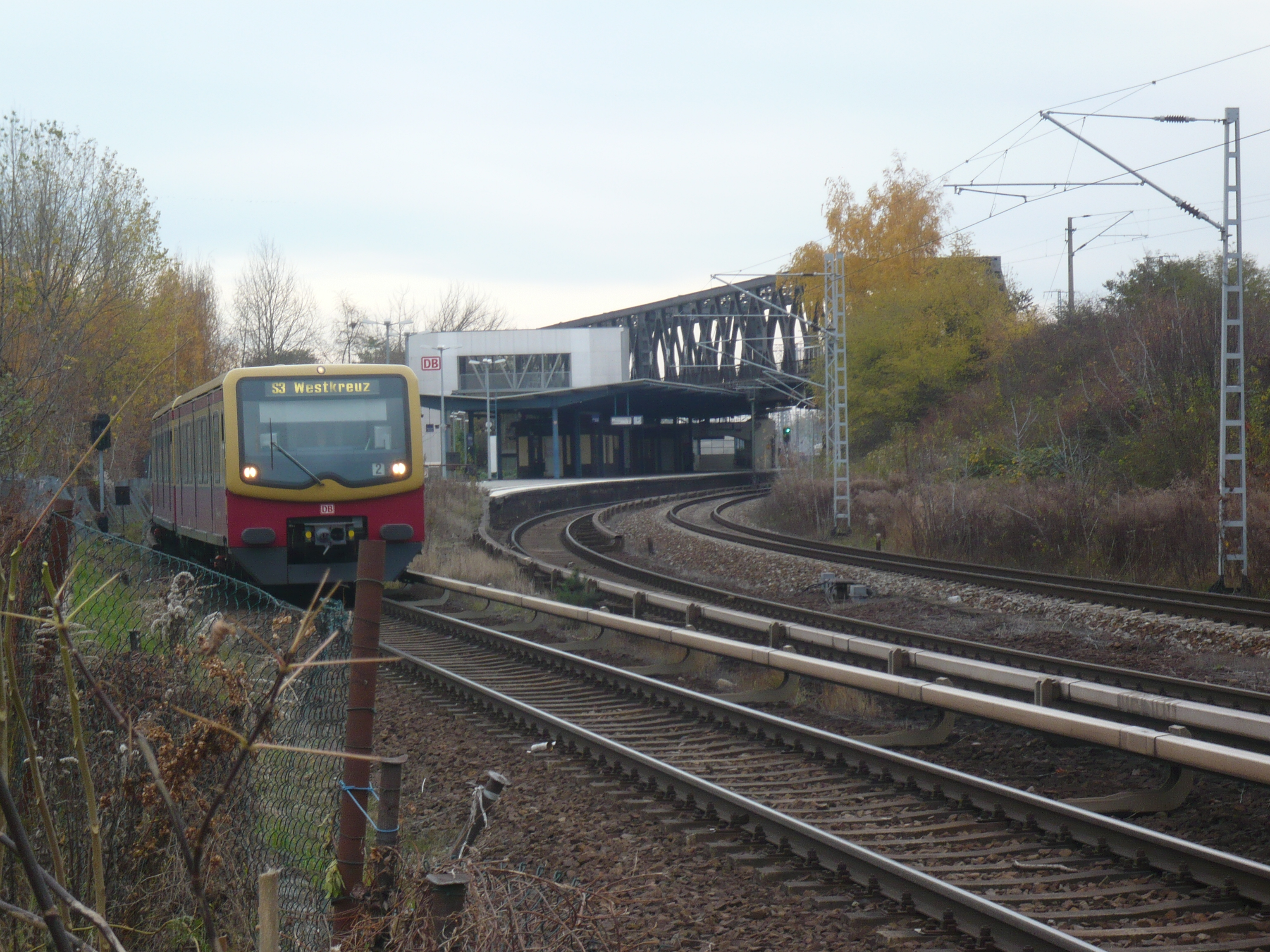
Blick von Norden auf die S-Bahn-Station mit S-Bahn-Zug der Baureihe 481

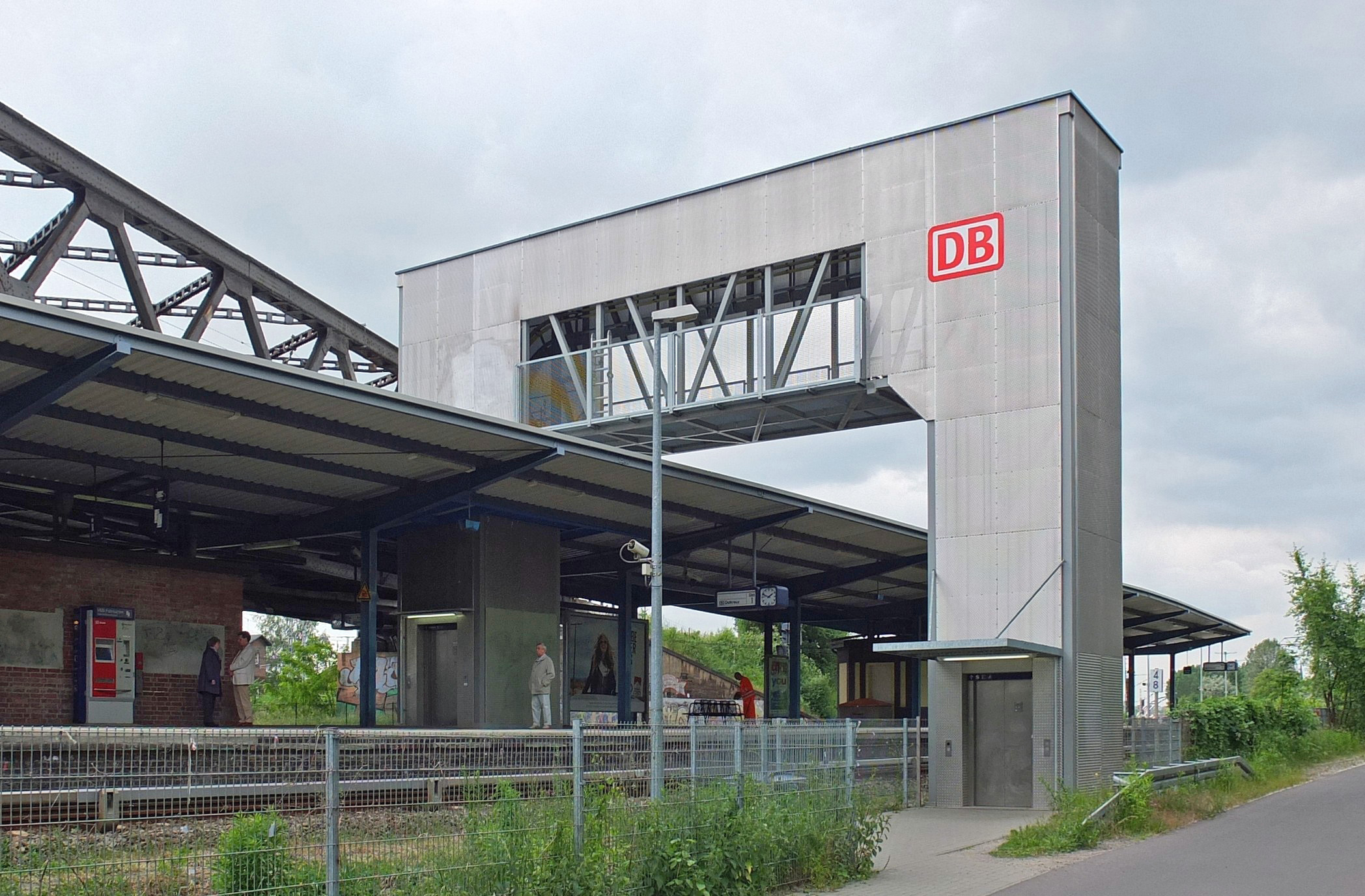
Schmid Peoplemover

Der Bau der heute existierenden Anlage wurde 1875 von den Preußischen Staatsbahnen beschlossen, um die von der Niederschlesisch-Märkischen Bahn auf die neu errichtete Ringbahn verkehrenden Güterwagen zu sortieren. Er wurde am 1. September 1879 als erster Bahnhof seiner Art im Berliner Raum eröffnet. Der Bahnhof erhielt zwei Rangiersysteme und eine Nachordnungsgruppe, Sammelgleise für Leer- und Kohlenwagen, einen Rundschuppen und einen Ortsgüterbahnhof. Neuartig waren die Nutzung mehrerer Ablaufberge und im Gefälle liegende Verteilzonen, zuvor waren gleiche Einrichtungen auf dem Niederschlesisch-Märkischen Bahnhof erprobt worden. Als Anschluss zur Ringbahn wurde westlich vom Rangierbahnhof eine zweigleisige Verbindungsstrecke gebaut. 1891/92 erhielt der Bahnhof ein drittes Rangiersystem mit Ablaufberg. Mit rund 1,1 Millionen rangierten Achsen lag der Bahnhof 1895 an erster Stelle unter den neun Rangierbahnhöfen im Großraum Berlin.
Im Jahr 1902 wurde die Niederschlesisch-Märkische Bahn auf vier Streckengleise erweitert, wobei das nördliche wie heute noch dem Vorortverkehr diente. Der Rangierbahnhof wurde 1914 um einen Abstellbahnhof für Personenwagen erweitert. Hinzu kam ein Haltepunkt an den Vorortgleisen, der zunächst nur den Arbeitern des Betriebsbahnhofs vorbehalten war und nicht als allgemeiner Verkehrshalt diente. Ab dem 11. Juni 1928 verkehrten die Vorortzüge elektrisch, seit dem 1. Dezember 1930 unter der Bezeichnung ‚S-Bahn‘.
Die „Germania“-Pläne der Nationalsozialisten sahen eine umfangreiche Erweiterung der Bahnanlagen in Rummelsburg vor, da diese als Verschiebebahnhof eines am Ostkreuz neu zu bauenden Ostbahnhofs dienen sollte. Die Pläne wurden aber nie ausgeführt.
Am 5. Januar 1948 wurde der S-Bahn-Haltepunkt auch für den allgemeinen Fahrgastverkehr geöffnet.
In den 1970er Jahren wurde der Bahnhof fast nur noch als Abstellbahnhof für Reisezüge genutzt. Ab 1980 entstand eine Abstell- und Behandlungsanlage für die Transitzüge zwischen West-Berlin und der Bundesrepublik, die am 15. Dezember 1983 eingeweiht wurde. Die Anlage wurde im Zuge der innerdeutschen Vereinbarungen nach dem 1972 in Kraft getretenen Transitabkommen von der Bundesrepublik mitfinanziert. Zum 1. Februar 1991 stellte die Reichsbahn die Behandlung von Güterwagen in Rummelsburg ein.
Für die Wartung der in Berlin beginnenden und endenden ICE-Züge wurde zeitgleich mit der Sanierung der Stadtbahn 1998 das ICE-Werk Rummelsburg eröffnet. Zusammen mit den Werksanlagen für Schnellzugwagen erstreckt sich das Gelände auf knapp zwei Kilometer Länge und rund 400 Meter Breite. 2002 wurde die Anlage um weitere fünf Werkstattgleise erweitert.
Im Jahr 2012 begannen die Arbeiten zur Erneuerung der Anlagen zur Wartung von Reisezugwagen. Seitdem sind bereits die Mittelhalle umgebaut sowie die Lokhalle und die große Wagenhalle verlängert worden. Die aus den 1980er Jahren stammende und vormals nur für die Wartung von Reisezugwagen genutzte große Wagenhalle wurde weitgehend neu ausgebaut, sie erhielt hierbei zwei aufgeständerte Gleise, abgesenkte Arbeitsgruben sowie Dacharbeitsbühnen. Nach der Verlängerung der Halle um 50 auf nun 380 Meter dient sie seit Dezember 2015 auch der Wartung von ICE-Zügen und ist für die Wartung des ICE 4 bereits vorbereitet. Anschließend wurden noch drei neue Behandlungsbahnsteige errichtet. Auch die Fußgängerbrücke zwischen S-Bahnhof und Betriebsgelände wurde durch einen Neubau ersetzt. Der Abschluss der Arbeiten ist für 2018 vorgesehen.
Weiterhin ist eine Erweiterung der Haupthalle des ICE-Werkes vorgesehen. Sie soll von 210 auf 450 Meter verlängert werden. Dadurch passen dann ICE-2-Züge in Doppeltraktion sowie ICE-4-Züge während der Wartung vollständig in die Halle. Insgesamt werden rund 145 Millionen Euro in die Modernisierung des Betriebsbahnhofs investiert, davon flossen knapp 41 Millionen Euro in den Umbau der Wagenhalle für Reisezugwagen.
Die Halle für die Außenreinigung wurde 2013 verlängert, sodass dort ein kompletter ICE-2-Zug enteist werden kann. Innerhalb von 24 Stunden können sechs ICE-Züge behandelt werden.
Seit Ende 2015 erfolgt am S-Bahnhof die Zugabfertigung durch den Triebfahrzeugführer mittels Führerraum-Monitor (ZAT-FM).
Knapp 1000 Mitarbeiter reinigen, warten und reparieren im Werk täglich bis zu 65 Züge. Seit Dezember 2018 werden hier auch ICE-4-Züge gewartet.

## Anbindung
Der Bahnhof wird von der S-Bahn-Linie S3 bedient.
| Linie | Verlauf |
| ----- | --- |
|       | Spandau – Stresow – Pichelsberg – Olympiastadion – Heerstraße – Messe Süd – Westkreuz – Charlottenburg – Savignyplatz – Zoologischer Garten – Tiergarten – Bellevue – Hauptbahnhof – Friedrichstraße – Hackescher Markt – Alexanderplatz – Jannowitzbrücke – Ostbahnhof – Warschauer Straße – Ostkreuz – Rummelsburg – Betriebsbahnhof Rummelsburg – Karlshorst – Wuhlheide – Köpenick – Hirschgarten – Friedrichshagen – Rahnsdorf – Wilhelmshagen – Erkner |